# Technotise (Comic)
Technotise ist ein 1999/2001 erschienener Science-Fiction-Comic von Aleksa Gajić und Darko Grkinić. Der Comic hat 68 Seiten und ist bei System Comics erschienen. Der Comic wurde mit dem Film Technotise fortgesetzt. Der Hauptcharakter trat auch im Musikvideo Bombona? auf, dessen Musik ebenfalls von Gajić stammt.

## Handlung
Die Handlung findet im stark veränderten Belgrad des Jahres 2047 statt. Die Archäologiestudentin Edit M. Stefanovic sucht zusammen mit ihrem Professor nach einem, 1739 von den sich zurückziehenden österreichischen Truppen, gesprengten Tunnel, unter der Donau. Dort sollen sich riesige Reichtümer häufen, so wie die Überreste eines zoologischen Gartens. Die erste Erkundung eines möglichen Eingangs, im Fahrwasser halblegaler Kanalarbeiten, ist ein Misserfolg. Später wird Edits Professor ermordet, was sie in Bedrängnis bringt, da sie ihm zuvor gedroht hat. Schließlich findet Edit mit ihren Freunden den richtigen Eingang zum Tunnel, doch sind sie dort nicht die Ersten.

## Entstehung und Veröffentlichung
Der Comic entstand 1998 als Diplomarbeit an der Fakultät für Angewandte Künste. Die Geschichte von Darko Grkinić setzte Aleksa Gajić zeichnerisch um. Der Comic war auf Grund des dazu erschienenen Musikvideos in Serbien erfolgreich, sodass der Comic 2009 verfilmt wurde.